# Calanthemis conradti
Calanthemis conradti là một loài bọ cánh cứng trong họ Cerambycidae.